# Selasphoros
Selasphoros (altgriechisch Σελασφόρος Selasphóros, deutsch ‚Licht bringend‘) ist eine Epiklese mehrerer griechischer Gottheiten, am greifbarsten ist hierbei die Göttin Artemis.
Pausanias berichtet von einem Tempel im Athener Demos Phlya, in dem sich ein Altar der Artemis Selasphoros befand. Neben ihr hatten dort auch Apollon Dionysodotos, die ismenischen Nymphen und Ge Altäre. Artemis wurde andernorts mit der gleichbedeutenden Epiklese Phosphoros verehrt. Vermutlich wird mit beiden Artemis als diejenige verehrt, die in ihrer Funktion als Jagd- oder Hochzeitsgottheit mit beiden Händen Fackeln schwingt. Zwei Schriften, die einen Kult der Artemis Salasphoros auf der Kykladeninsel Pholegandros belegen sollten, stellten sich als neuzeitliche Fälschungen des Antikenfälschers Konstantinos Simonides heraus.
Nonnos von Panopolis nennt in seinen Dionysiaka Apollon und Hephaistos mit dem Beinamen Selasphoros. Auf einem Papyrus ist zudem ein Horoskop überliefert, in dem Selene mit der Epiklese Selasphoros angerufen wird.